# Człowiek-małpa
Człowiek-małpa (ang. Tarzan the Ape Man) – amerykański film przygodowy z 1932 roku w reżyserii W.S. Van Dyke’a. Film jest swobodną adaptacją powieści Tarzan wśród małp Edgara Rice’a Burroughsa. Został zrealizowany w erze Pre-Code.
Sukces filmu zaowocował kontynuacjami. W sumie powstało 12 filmów o Tarzanie, w których główną rolę zagrał mistrz olimpijski w pływaniu Johnny Weissmuller.

## Treść
Do zachodniej Afryki przybywa Jane Parker, by odwiedzić swojego ojca – łowcę zwierząt. Trafia na moment przygotowań do wyprawy na płaskowyż Mutia, gdzie ponoć ma się znajdować cmentarzysko słoni – niewyczerpany skarbiec kości słoniowej. Tubylcy obawiają się tej wyprawy, gdyż płaskowyż cieszy się złą sławą. Jednak wyprawa i tak wyrusza. Jeden z jej członków, Harry Holt jest zafascynowany Jane i próbuje nieco nieskutecznie chronić ją przed niebezpieczeństwami.
Po dotarciu na miejsce słyszą krzyk niepodobny do miejscowej fauny. Porter sugeruje nawet, że krzyk należy do człowieka. Po drodze uczestnicy wyprawy staczają potyczki z groźnymi hipopotamami i krokodylami. Jednak zwierzęta przestają ich atakować, gdy znowu rozlega się nieznany krzyk. Wkrótce oczom Parkerów i Afrykańczyka Riano ukazuje dziki i półnagi biały mężczyzna huśtający się po drzewach. Zaraz po tym zostają zaatakowani przez dzikie pigmejskie plemię, jednak wszyscy uchodzą cało. Podczas ataku Jane zostaje porwana przez dzikiego mężczyznę przybyłego ze stadem małp.
Dzikus zanosi przerażoną sytuacją Jane do swojej chaty na drzewie. Jane staje świadkiem walki dzikusa wręcz z lampartem i wkrótce oboje się zaprzyjaźniają. Dzikus posługujący swym językiem przedstawia się jako Tarzan. Tymczasem ojciec Jane i pozostali członkowie wyprawy rozpoczynają poszukiwanie zaginionej i odnajdują ją przy okazji zabijając jednego z małpich kompanów Tarzana. Ten żądny zemsty kroczy za nimi mordując kolejnych członków wyprawy.
W obozie Jane zwierza się o swych przeżyciach z Tarzanem, który wkrótce zbliża się do obozu. Harry, nie wiedząc o jego ludzkiej naturze i bojąc się o Jane strzela do Tarzana niegroźnie go raniąc. Przegoniony Tarzan ponosi dalsze obrażenia po walce z lwami. Szukająca Tarzana Jane zostaje zaprowadzona przez stado małp, by opatrzyła jego rany. Jane coraz bardziej zafascynowana Tarzanem nawiązuje z nim dalszy kontakt i uczy go kolejnych angielskich słów. Wie jednak, iż musi wrócić do reszty członków wyprawy i Tarzan zaprowadza ją z powrotem do nich, a następnie odchodzi ku rozpaczy Jane.
Wkrótce potem cała wyprawa zostaje wzięta do niewoli przez Pigmejów. Jane widząc zaprzyjaźnionego szympansa Tarzana – Cheetę, wysyła go do Tarzana po pomoc. Zaalarmowany Tarzan na czele stada słoni rusza na pomoc. W wiosce Pigmejów wyprawa zostaje przeznaczona na ofiarę krwiożerczego goryla, który zabija wszystkich Afrykańczyków z wyprawy i zostają tylko Parkerowie i Harry. W ostatniej chwili pojawia się Tarzan toczący zażartą walkę z gorylem i po jego zabiciu ratuje wszystkich. Po uwolnieniu ojciec Jane odkrywa cmentarzysko słoni, ale umiera od ran. Jane decyduje się zamieszkać w dżungli u boku Tarzana. Wraz z Cheetą żegnają Harry’ego powracającego do domu.

## Obsada
- Johnny Weissmuller – Tarzan
- Maureen O’Sullivan – Jane Parker
- Neil Hamilton – Harry Holt
- C. Aubrey Smith – James Parker
- Forrester Harvey – Beamish
- Ivory Williams – Riano
- Angelo Rossitto – Pigmej
- Doris Lloyd – Pani Cutten
- Ray Corrigan – goryl
- Johnny Eck – ptak
- Jiggs – Cheeta
- Tanner – lew